# Leo Vaniš (1936)
Leo Vaniš (9. listopadu 1936, Bratislava – 2005, Prachatice) byl československý a český výtvarný umělec a univerzitní pedagog.

## Život
Výtvarník, výtvarný kurátor, vysokoškolský pedagog. Přednášel písmo, malbu a dekorativní kompozici pro posluchače pedagogické a filozofické fakulty Karlovy univerzity v Praze a na pedagogickém institutu v Brandýse nad Labem, po celý svůj aktivní život. Poté, co odmaturoval na La Guardiově reálném gymnáziu v Praze 7, na Strossmayerově náměstí, pokračoval ve vysokoškolském studiu výtvarného umění (a též deskriptivní geometrie a matematiky) na Vysoké škole pedagogické v Praze u národního umělce prof. Cyrila Boudy, prof. Karla Lidického, a Martina Salcmana. Působil rovněž ve funkci tajemníka Katedry výtvarné výchovy pedagogické fakulty Univerzity Karlovy v Praze s C. Boudou, M. Salcmanem, Jaromírem Uždilem, Miroslavem Míčkem a Z. Sýkorou. Za jeho působení vznikla vysokoškolská skripta a učebnice pro vysoké a základní školy, např. Metodika pracovního vyučování (s H. Bartošovou), Metodika věcného učení a vlastivědy (s V. Mejstříkem) či Moderní technické prostředky ve výuce (s R. Paloušem, pozdějším rektorem Karlovy univerzity
).
Byl evidován jako výtvarník při Českém fondu výtvarných umění, Svazu českých výtvarných umělců a Díla. Debutoval samostatnou výstavou v Galerii Zlatá lilie v
Praze 1, na Malém náměstí, a účastnil se Salónu pražských výtvarných umělců v r. 1988 v Paláci kultury (dnešní Výstaviště Praha). Projektoval expozice s názvem 25 let Agroprojektu a Antropologie mateřství. Pod vlivem Paula Cézanna začal malovat a postupně se rozvíjel pod vlivem avantgardních skupin. Je uveden v Signaturách českých a slovenských výtvarných umělců a ve Slovníku českých a slovenských výtvarných umělců pod dílem XIX (V-Vik). Jako typograf a kurátor výstav se podílel na výstavě prof. Jaroslava Bureše Krajiny 1970–1976 v galerii Československého spisovatele Praha a na řadě výstav Heleny Vanišové.
Jeho syn Leo Vaniš je rovněž výtvarným umělcem.